# Fort Bellingham
Fort Bellingham byla pevnost ležící na území, kde dnes leží bellinghamské čtvrti Fairhaven a Sehome, kterou postavila Armáda Spojených států amerických pro ochranu před útoky Indiánů z Kanady a Aljašky.
Místo pevnosti bylo na louce, ze které byl výhled na Bellinghamův záliv. Bylo to jediné místo u zálivu, kde bylo otevřené prostranství a pramen. Vojáci museli z místa vystěhovat osadnici Marii Roberts a jejího manžela, kterým ale později povolili postavit si dům na pobřeží zálivu.
Pevnost postavil Kapitán George Pickett a rota D 9. pěšího pluku, která sem byla poslána z Fort Steilacoom na konci srpna 1856. Pevnost měla rozlohu 67 m² a měla tři brány v palisádovém opevnění. Ve dvou protilehlých rozích se nacházelo po jednom dvoupatrovém válečném srubu, čímž obklopovaly opevnění, v němž byly průhledy pro pušky a horské houfnice. Ve dvoře se nacházely také další dřevěné jednopatrové domy, mezi které patřily kasárny, obchody, byty důstojníků, jídelna, kuchyň a pekárna.
V červenci 1859 vypukla na souostroví svatého Jana Prasečí válka poté, co americký osadník Lyman Cutlar zastřelil prase patřící Společnosti Hudsonova zálivu. Brigádní generál William S. Harney, který byl velitelem Oregonu zjistil, že britské úřady ve Victorii hrozily zatknutím Cutlara, a vyslal Pickettovu rotu z Fort Bellingham na ostrovy, aby hájil americké zájmy. Britové reagovali vysláním několika válečných lodí a oddílu námořní pěchoty. Zatímco některé jednotky v létě bojovaly proti Britům, Pickettovi muži rozebrali Fort Bellingham, včetně jednoho z válečných srubů, a znovu ji složili na jižním pobřeží ostrova, čímž založili „Pickettův tábor“, který je nyní chráněn jako Národní historický park San Juan Island. 
Co z pevnosti zbylo bylo později odstraněno jinými jednotkami, které obývaly Pickettův tábor, a to za účelem oprav, které ostrovní základna vyžadovala. V roce 1861 Washingtonská teritoriální legislativa požádala federální vládu, aby k pevnosti vyslala alespoň jednu rotu, která by ji udržovala v provozu, ale nikdy se tak nestalo. V roce 1863 byla pevnost oficiálně uzavřena a zůstaly pouze válečný srub v severozápadním rohu a několik dalších budov. O pět let později armáda vrátila Marii Roberts 1,3 km² zabrané půdy, kterou poté její rodina obdělávala a žila na ní mnoho dalších let. V roce 1897 zbylý válečný srub vyhořel. Na místě pevnosti už zbývá jen pár stop, ale bývalé byty důstojníků, kde žil také Kapitán Pickett se svou Indiánskou ženou, jsou zachovány na 910 Bancroft Street v Bellinghamu.